# دلافلوکساسین
دلافلوکساسین(به انگلیسی: Delafloxacin) (با نام تجاری Baxdela) یک آنتی بیوتیک فلوروکینولونی است که برای درمان عفونت‌های حاد باکتریایی پوست مورد استفاده قرار می‌گیرد.